# مريم سعيد صالح
مريم سعيد صالحي هي ممثلة مصرية وُلدت بمحافظة القاهرة في 25 مايو عام 1969، وشاركت في العديد من الأعمال السينمائية والتليفزيونية العربية.

## مسيرتها الفنية
بدأت مريم سعيد صالح مسيرتها الفنية في عام 2009، ثُم توالت مُشاركاتها في الأعمال السينمائية والدراما التليفزيونيّة العربية لتشارك في أفلام مثل نص يوم، وفي أعمال تليفزيونيّة مثل مسلسل نسل الأغراب، ومسلسل حلوة الدنيا سكر.

## أعمالها

### الأفلام
- شاومينج: صدر في عام 2021، وقامت فيه بدور أم زهرة.
- نص يوم: صدر في عام 2021، وقامت فيه بدور سلوى.
- احترس من الوحش (فيلم قصير): صدر في عام 2020.
- سمكة وصنارة: صدر في عام 2017، وقامت فيه بدور تيتا.
- مش رايحين في داهية: صدر في عام 2017، وقامت فيه بدور اعتماد مديرة سيف.
- ممنوع الاقتراب أو التصوير: صدر في عام 2017، وقامت فيه بدور أم العريس.
- المشخصاتي 2: صدر في عام 2016، وقامت فيه بدور عديلة.
- ريجاتا: صدر في عام 2015، وقامت فيه بدور أم نصرة.
- الدساس: صدر في عام 2014.

### المسلسلات
- حلوة الدنيا سكر (حكاية المتخصّصة): صدر في عام 2021، وقامت فيه بدور والدة سلامة.
- نسل الأغراب: صدر في عام 2021، وقامت فيه بدور بستان.
- إسعاف يونس: صدر في عام 2020.
- قوت القلوب: صدر في عام 2020، وقامت فيه بدور أنوار.
- الضاهر: صدر في عام 2019.
- بحر: صدر في عام 2019، وقامت فيه بدور أم زهيرة.
- بدل الحدوتة تلاتة: صدر في عام 2019، وقامت فيه بدور والدة لولي المزيفة.
- الليث بن سعد (مسلسل إذاعي): صدر في عام 2018.
- كابتن أنوش: صدر في عام 2018، وقامت فيه بدور والدة لاسلكي.
- أرض جو: صدر في عام 2017، وقامت فيه بدور والدة منار.
- الحرباية: صدر في عام 2017، وقامت فيه بدور غنوة.
- أنا شهيرة.. أنا الخائن: صدر في عام 2017.
- عفاريت عدلي علام: صدر في عام 2017.
- لمعي القط: صدر في عام 2017، وقامت فيه بدور أحد ركاب القطار.
- هربانة منها: صدر في عام 2017، وقامت فيه بدور أم ياسمين.
- الأسطورة: صدر في عام 2016، وقامت فيه بدور بطة.
- الخروج: صدر في عام 2016.
- شهادة ميلاد: صدر في عام 2016، وقامت فيه بدور سكرتيرة نصر عبد الحميد.
- صد رد: صدر في عام 2016، وقامت فيه بدور أم العريس ظاظا.
- مؤذي الزناتي (مسلسل إذاعي): صدر في عام 2016.
- نصيبي وقسمتك: صدر في عام 2016.
- الكابوس: صدر في عام 2015.
- المُطلقات: صدر في عام 2015.
- الوسواس: صدر في عام 2015.
- زواج بالإكراه: صدر في عام 2015.
- يا أنا يا إنتي: صدر في عام 2015.

### مسرحيات
- اضحك لما تموت: عُرضت في عام 2018، وقامت فيها بدور حورية.
- حارة العوالم: عُرضت في عام 2016..

## روابط خارجية
- صفحة الممثلة على موقع قاعدة بيانات الأفلام العربية